# 林迪生
林迪生（1903年—1997年），原名攸棉，男，浙江三门人，中国教育家，曾任西北军政委员会教育部副部长，兰州大学校长，中国教育学会副会长。